# Igor Konaszenkow
Igor Konaszenkow (ros. Игорь Евгеньевич Конашенков; ur. 15 maja 1966 w Kiszyniowie) – rosyjski generał porucznik, szef Wydziału Informacji i Komunikacji w Ministerstwie Obrony Federacji Rosyjskiej.
Odznaczony Orderem Męstwa, Orderem „Za zasługi wojskowe” oraz Orderem Przyjaźni, a także 14 innymi medalami.
W kwietniu 2022 roku został objęty sankcjami przez Unię Europejską ze względu na odpowiedzialność, jako główny rzecznik rosyjskiego Ministerstwa Obrony, za manipulowanie informacjami i rozpowszechnianie dezinformacji o rosyjskich działaniach wojskowych w Ukrainie.